# Липица (Сежана)
Липица (словен. Lipica, итал. Lipizza) је насељено место у општини Сежана, Обално-крашка регија, Словенија.

## Историја
До територијалне реорганизације у Словенији била је у саставу старе општине Сежана.

## Становништво
У попису становништва из 2011. године, Липица је имала 67 становника.
| Број становника према пописима | Број становника према пописима | Број становника према пописима |
| ------------------------------ | ------------------------------ | ------------------------------ |
| 1991                           | 2002                           | 2011                           |
| 133                            | 93                             | 67                             |

## Галерија
- римокатоличка црква "Св. Антон Падовански"
- унутрашњост цркве
- пејзаж
- детаљ
- детаљ
- детаљ
- зграда на фарми коња
- улаз у фарму
- детаљ са фарме
- Липицанери на фарми

## Такође погледајте
- Липицанер